# O Sul mais distante: os Estados Unidos, o Brasil e o Tráfico de Escravos Africanos
O Sul mais distante: os Estados Unidos, o Brasil e o tráfico de escravos africanos é um livro sobre as conexões entre escravidão, tráfico negreiro e a expansão dos Estados Unidos em relação ao Brasil entre as décadas de 1830 e 1860. A obra, editada pela Companhia das Letras (2010), é de autoria do professor e pesquisador da história e da cultura afro-americana, Gerald Horne, da Universidade de Houston.
O livro promove uma reviravolta nos assuntos sobre a cultura afro-americana, conduz a caminhos ainda não trilhados no estudo da escravidão e demonstra que o verdadeiro "sul mais profundo" dos Estados Unidos era o Brasil.
Ao realizar extensa pesquisa em várias bibliotecas e fontes diplomáticas ligadas ao tráfico e à escravidão em todos os países envolvidos, Horne mostra a antiga colónia portuguesa como "reservatório dos negócios e interesses americanos" ligados ao tráfico e o seu domínio pelos Estados Unidos, apesar de oficialmente proibido, por meio de tácticas para agir clandestinamente: baleeiros se transformavam em negreiros; navios americanos adoptavam a bandeira brasileira; e traficantes trocavam a nacionalidade de africanos em alto mar. Assim, os Estados Unidos continuaram a participar de um mercado lucrativo, que se mantinha vivo no Brasil, no sul dos Estados Unidos, apesar da ilegalidade, e em Cuba.
O autor, Gerald Horne em seu texto, "O sul mais distante", mais precisamente no capitulo oito “A guerra Civil começa, o trafico de escravos continua" trabalha exactamente no período de 1860, no qual assinalava um aumento das tensões regionais em todo o país. Os estados Unidos encontra-se na fase pós independência e se encontra nesse conflito entre o sul e o norte dos estados Unidos em um grande debate relacionado ao abolicionismo, pois o primeiro queria manter o regime escravocrata, enquanto o segundo era contra. Além desses pontos de vista distintos sobre o abolicionismo suas respectivas estruturas económicas eram diferentes. O Norte tinha uma economia industrial enquanto que a do Sul era essencialmente agrária
No capítulo “A Guerra Civil começa, o tráfico de escravos continua” o autor inicia sua abordagem caracterizando o período anterior à guerra como um momento muito marcado pelo escravismo e pelo tráfico, sendo estes, o sentido “motor” da história da diplomacia dos EUA.
Vale ressaltar que o país se encontrava dividido entre Norte e Sul, cujos interesses econômicos e políticos divergiam entre si e, com a ascensão do Partido Republicano, se tem um interesse maior pelo confronto interno do que pela pressão feita por parte do Reino Unido para que se tenha maior fiscalização dos navios negreiros em direção ao Brasil.Esse confronto pode ser explicado, primeiramente, pelo cunho escravista. O Sul tinha um interesse em manter a escravidão, ao passo que o Norte divergia dessa ideia. E ainda, se tinha um interesse do Sul em relação ao Brasil, pois ambos tinham os mesmos interesses, o que na visão do autor, poderiam formar uma aliança forte e uma nação coesa. Logo, toda a situação entre EUA e Londres apenas deixava o Sul mais propício a acordos com o Brasil.
Apesar de serem instituídas proibições a cerca dos escravos externos, alguns autores não viam algo de errado em relações desiguais construídas por raças desiguais. Se não havia algo de ilegal no tráfico interno, segundo o autor, não deveria haver ilegalidade no tráfico externo. Até porque, se o escravo não fosse comprado por um país, ele seria comprado por outro, o que muda nessa situação é apenas a rota a ser traçada por ele, seja para Cuba ou Brasil. Isso serviria apenas para intensificar o sofrimento do escravo.
Vale ressaltar que o interesse do Sul no Brasil, além de instituir uma aliança forte com um país com mesmos objetivos, era também de aumentar sua representatividade no Congresso.
Analisando a situação de Londres nesse contexto, se tinha uma pressão interna para que acabasse com o tráfico de escravos e à escravidão em si, o que levaria à abolição. Em segundo lugar havia a questão de Cuba, que se continuasse sendo terra espanhola, aumentaria o poder de um país que tinha uma aversão ao abolicionismo maior que a dos EUA.
Ao longo do capítulo ele discorre da relação entre alguns países e o tráfico de escravos, como Portugal, por exemplo, que também contribuiu para a perpetuação do tráfico. Essa questão implicava diretamente no aspecto econômico do comércio do atlântico. A proibição não fez com que o tráfico diminuísse, pelo contrário, teve uma elevação entre os anos de 1859 e 1860. 
Observando esse lado econômico, alguns países tiveram de lidar com disputas de comércio mais acirradas, já que outros países usavam trabalhadores braçais e não precisavam lhes pagar salários.
No capítulo “Deportar negros americanos para o Brasil?”, Gerald Horne fala sobre a política de assentamento que surgiu nos Estados Unidos, após a Guerra Civil americana. Tal ideia tinha como objetivo deportar os negros americanos para outros países, como Haiti e outras ilhas antilhanas, país da América Central, parte da América do Sul e a Libéria.
O ministro dos Estados Unidos no Brasil, James Watson Webb, era contra os abolicionistas e acreditava que o abolicionismo era pior que a escravidão. Webb acreditava que a expulsão dos negros dos EUA seria uma bênção, pois se livrariam de uma maldição que quase destruiu o país, segundo ele. Webb, então, sugeriu que os negros americanos fossem enviados ao Brasil, para que trabalhassem na Amazônia, pois, assim como acreditava o cônsul dos Estados Unidos em Buenos Aires, a mão de obra africana era fundamental para o desenvolvimento da Amazônia.
Esse pensamento se dava devido à uma antiga crença de que o homem branco não podia trabalhar ao ar livre fora do período da manhã e do fim da tarde, uma vez que o sol forte os faria ter insolação, então quem deveria trabalhar no horário da tarde eram os negros, já que sua pele era mais resistente aos danos do clima quente, uma vez que estariam mais preparados para as condições de vida no Amazonas, que tinha latitude similar à sua casa africana.
Mas, para o historiador Lerone Bernnett, a ideia de exportar os negros para o Brasil não partiu exatamente de Webb, mas de seu chefe: o presidente dos Estados Unidos, Abraham Lincoln. 
Lincoln por várias vezes discursou sobre a situação dos negros no país e chegou a exigir sua deportação, criando uma espécia de “departamento de emigração negra” para deportar negros ao sul. Em 1862, apresentou um plano de emancipação gradual e indenizada, acompanhada da expatriação voluntária depois da libertação. Essas propostas desagradaram o Partido Democratava americano, que as classificou como “amalgamação racial, africanização da América e negrismo livre”. Em resposta, cerca de 240 negros da Califórnia apresentaram uma petição ao Congresso exigindo que fossem assentados para um país em que sua cor não fosse vista como algo degradante.
A política de assentamento não era algo desconhecido na história, outros países já haviam feito algo similar, como a expulsão de pobres e irlandeses do Reino Unido para a Austrália, com Londres oferecendo depois oferecendo assentamento na América do Sul, com falsas promessas aos assentados.Mas, além do interesse em “limpar” os Estados Unidos, Webb também tinha planos de monopolizar o comércio litoral brasileiro. Ele previa criar uma companhia de colonização como sociedade anônima, a qual Lincoln o designaria como presidente.
O governo brasileiro concedeu a Webb, por 25 anos, o direito exclusivo de introduzir colonos negros que eram descendentes de africanos emancipados ou em processo pelos EUA. Londres queria se beneficiar disso e queria alguns libertos, mas com exigências, não queria qualquer negro que os Estados Unidos ansiava para despachar, mas sim negros que possuíam capacidade de trabalhar. Depois, passou a defender que os negros americanos deveriam permanecer onde estavam, nos Estados Unidos.
Outro país que não se agradou com a ideia de ter os negros assentados em seus territórios, em especial no Haiti, foi a Espanha. Diversas repúblicas espanholas protestaram contra o envio de colonos para suas terras. Devido a essas instisfações de alguns países, Lincoln declarou que a transferência de negros americanos para qualquer país só seria feita após obter o consentimento de seu governo. Alguns ministros americanos acreditavam que a mão de obra deveria permanecer no país.
Para Seward, só Brasil e Estados Unidos ainda toleravam a escravidão. Embora o Brasil tenha vetado a exportação em massa dos colonos, Webb acreditava que poderia superar isso através da revogação da lei. Enquanto Webb planejava o envio de negros americanos para o Brasil, outros planejavam trazer mais negros do sul da África.Começou a surgir entre alguns países uma tentativa de conter o tráfico de africanos e em 1862, em Londres, Washington assinou um tratado para acabar com o tráfico.O Brasil necessitava de mão de obra escrava. Em 1864, cidadãos uruguaios foram capturados para serem escravizados. Tais sequestros aconteciam devido ao crescimento do sentimento abolicionista e da pressão para acabar com o tráfico de escravos africanos para o Brasil. Embora não houvesse nem sinal da abolição, o número da população escrava diminuiu e não havia possibilidade do tráfico voltar a ter força.
A relação entre Brasil e Estados Unidos sofreu abalos, pois o segundo acreditava que o Brasil protegia piratas. Semmes, percebendo que o Brasil seria um fortíssimo aliado da CSA, convenceu de que a guerra também era de interesse do país da América do Sul e se os EUA perdessem, seria o próximo a ser atacado.
Após conflitos nos portos brasileiros entre navios da CSA e do Brasil, chegou ao fim a aliança Brasil – CSA e, junto, a tentativa de continuar com a escravidão e com o tráfico de africanos.